# 해운대 센트럴 푸르지오
해운대 센트럴 푸르지오(영어: Haeundae Central Prugio)는 대한민국 부산광역시 해운대구 우동에 위치한 아파트 단지다.

## 같이 보기
- 부산광역시의 마천루 목록